# Zyprischer Fußballpokal 2002/03
Der Zyprische Fußballpokal 2002/03 war die 61. Austragung des zyprischen Pokalwettbewerbs. Er wurde vom zyprischen Fußballverband ausgetragen. Das Finale fand am 17. Mai 2003 im GSP-Stadion von Nikosia statt.
Pokalsieger wurde Titelverteidiger Anorthosis Famagusta. Das Team setzte sich im Finale gegen AEL Limassol im Elfmeterschießen durch. Anorthosis qualifizierte sich durch den Sieg für den UEFA-Pokal 2003/04.

## Modus
Die Begegnungen der ersten beiden Runden wurden in einem Spiel ausgetragen. Bei unentschiedenem Ausgang wurde das Spiel um zweimal 15 Minuten verlängert und gegebenenfalls durch ein Elfmeterschießen entschieden.
In der 3. Runde wurden alle Begegnungen in Hin- und Rückspiel ausgetragen. Bei Torgleichheit entschied zunächst die Anzahl der auswärts erzielten Tore, danach eine Verlängerung und schließlich das Elfmeterschießen.
In der anschließende Gruppenphase wurden die qualifizierten Mannschaften in vier Vierergruppen gelost. Die Teams spielten zweimal gegeneinander, einmal zuhause und einmal auswärts. Die Gruppensieger und -zweiten jeder Gruppe erreichten die nächste Runde. Das Viertel- und Halbfinale wurde, wie in der 2. Runde, in Hin- und Rückspiel ausgetragen.

## Teilnehmer
| First Division (14) | Second Division (14) | Third Division (14) | Fourth Division (12) |
| --- | --- | --- | --- |
| - AEK Larnaka - AEL Limassol - AE Paphos - Alki Larnaka - Anorthosis Famagusta - APOEL Nikosia - Apollon Limassol - Aris Limassol - Digenis Akritas Morphou - Enosis Neon Paralimni - Ethnikos Achnas - Nea Salamis Famagusta - Olympiakos Nikosia - Omonia Nikosia | - AEK/Achilleas Agios Theraponta - AO Agia Napa - Anagennisi Deryneia - Anagennisi Germasogeias - APEP Pitsilia - ASIL Lysi - Chalkanoras Idaliou - Doxa Katokopia - Enosis Kokkinotrimithia - Enosis Neon THOI Lakatamia - Ermis Aradippou - Ethnikos Assia - Onisilos Sotira - SEK Agiou Athanasiou | - Achyronas Liopetriou - Adonis Idaliou - AEM Mesogis - AEZ Zakakiou - Akritas Chlorakas - Elia Lythrodonta - Elpida Xylofagou - Iraklis Gerolakkou - Kinyras Empas - MEAP Nisou - Omonia Aradippou - Othellos Athienou - PAEEK Kyrenia - Sourouklis Troullon | - AEK Kythreas - AMEP Parekklisia - Anagennisi Lythrodonta - Apollon Lympion - ATE PEK Ergaton - Ellinismos Akakiou - Ethnikos Latsion - Frenaros FC 2000 - Olympus Xylofagou - Orfeas Nikosia - PEFO Olympiakos Limasol - Rotsidis Mammari |

## 1. Runde
In dieser Runde traten alle 14 Teams der Second Division, alle 14 Teams der Third Division und 12 Teams der Fourth Division an.
|                                | Ergebnis |                         |
| ------------------------------ | -------- | ----------------------- |
| AEK Kythreas                   | 4:0      | Rotsidis Mammari        |
| AEM Mesogis                    | 3:1      | Frenaros FC 2000        |
| AEZ Zakakiou                   | 0:1      | Kinyras Empas           |
| APEP Pitsilia                  | 3:2      | SEK Agiou Athanasiou    |
| ASIL Lysi                      | 02:0 1   | AMEP Parekklisia        |
| AEK/Achilleas Agios Theraponta | 4:0      | Iraklis Gerolakkou      |
| Achyronas Liopetriou           | 0:4      | Anagennisi Deryneia     |
| Akritas Chlorakas              | 1:2      | Adonis Idaliou          |
| Anagennisi Lythrodonta         | 1:0      | Orfeas Nikosia          |
| Anagennisi Germasogeias        | 1:2      | Enosis Kokkinotrimithia |
| Enosis Neon THOI Lakatamia     | 2:1      | Sourouklis Troullon     |
| Elpida Xylofagou               | 4:3      | Doxa Katokopia          |
| Ermis Aradippou                | 0:5      | MEAP Nisou              |
| Ethnikos Assia                 | 5:1      | Elia Lythrodonta        |
| Chalkanoras Idaliou            | 9:1      | Apollon Lympion         |
| Olympus Xylofagou              | 2:4      | PAEEK Kyrenia           |
| Omonia Aradippou               | 4:0      | Ethnikos Latsion        |
| Onisilos Sotira                | 1:0      | AO Agia Napa            |
| Othellos Athienou              | 8:1      | Ellinismos Akakiou      |
| PEFO Olympiakos Limasol        | 2:4      | ATE PEK Ergaton         |

## 2. Runde
|                         | Ergebnis |                                |
| ----------------------- | -------- | ------------------------------ |
| APEP Pitsilia           | 1:3      | AEM Mesogis                    |
| ASIL Lysi               | 2:1      | AEK/Achilleas Agios Theraponta |
| Adonis Idaliou          | 2:3      | PAEEK Kyrenia                  |
| Anagennisi Lythrodonta  | 2:1      | Omonia Aradippou               |
| Elpida Xylofagou        | 2:1      | Onisilos Sotira                |
| Enosis Kokkinotrimithia | 2:1      | Anagennisi Deryneia            |
| Ethnikos Assia          | 4:2      | AEK Kythreas                   |
| Chalkanoras Idaliou     | 0:2      | Enosis Neon THOI Lakatamia     |
| Kinyras Empas           | 2:1      | ATE PEK Ergaton                |
| MEAP Nisou              | 2:0      | Othellos Athienou              |

## 3. Runde
In dieser Runde stiegen die Vereine, die in der First Division 2001/02 die Plätze neun, zehn und elf belegten, sowie die drei Aufsteiger aus der Second Division.
|                            | Gesamt |                  | Hinspiel | Rückspiel |
| -------------------------- | ------ | ---------------- | -------- | --------- |
| AEM Mesogis                | 3:5    | Ethnikos Assia   | 3:3      | 0:2       |
| Alki Larnaka               | 3:0    | MEAP Nisou       | 2:0      | 1:0       |
| Anagennisi Lythrodonta     | 5:6    | PAEEK Kyrenia    | 3:2      | 1:4       |
| Digenis Akritas Morphou    | 2:1    | AE Paphos        | 1:0      | 1:1       |
| Enosis Neon THOI Lakatamia | 5:4    | Kinyras Empas    | 3:3      | 2:1       |
| Elpida Xylofagou           | 0:7    | Apollon Limassol | 0:2      | 0:5       |
| Enosis Kokkinotrimithia    | 3:9    | Aris Limassol    | 2:3      | 1:6       |
| Nea Salamis Famagusta      | 3:1    | ASIL Lysi        | 2:1      | 1:0       |

## Gruppenphase
An der Gruppenphase nahmen die acht Sieger der 3. Runde und die acht besten Teams der First Division 2001/02. Davon wurden die Teams der Plätze eins bis vier (APOEL Nikosia, Anorthosis Famagusta, AEL Limassol, Omonia Nikosia) jeweils als Gruppenkopf gesetzt. Die Mannschaften der Plätze fünf bis acht (Olympiakos Nikosia, Ethnikos Achnas, AEK Larnaka, Enosis Neon Paralimni) wurden in die vier Gruppen verteilt. Die Sieger der 3. Runde wurden ohne Einschränkungen zugelost.
Die Mannschaften jeder Gruppe spielten zweimal gegeneinander, einmal zu Hause und einmal auswärts. Die Gruppensieger und -zweiten jeder Gruppe kamen in die nächste Runde.

### Gruppe A
| Pl. | Verein           | Sp. | S | U | N | Tore    | Diff. | Punkte |
| --- | ---------------- | --- | - | - | - | ------- | ----- | ------ |
| 1.  | APOEL Nikosia    | 6   | 4 | 0 | 2 | 019:110 | +8    | 12     |
| 2.  | AEK Larnaka      | 6   | 3 | 2 | 1 | 017:110 | +6    | 11     |
| 3.  | Apollon Limassol | 6   | 3 | 2 | 1 | 016:800 | +8    | 11     |
| 4.  | Aris Limassol    | 6   | 0 | 0 | 6 | 004:260 | −22   | 0      |

|                  | APOEL Nikosia | AEK Larnaka | Apollon Limassol | Aris Limassol |
| ---------------- | ------------- | ----------- | ---------------- | ------------- |
| APOEL Nikosia    |               | 4:5         | 3:2              | 5:0           |
| AEK Larnaka      | 1:2           |             | 1:1              | 4:0           |
| Apollon Limassol | 2:1           | 2:2         |                  | 3:0           |
| Aris Limassol    | 1:4           | 2:4         | 1:6              |               |

### Gruppe B
| Pl. | Verein               | Sp. | S | U | N | Tore    | Diff. | Punkte |
| --- | -------------------- | --- | - | - | - | ------- | ----- | ------ |
| 1.  | Anorthosis Famagusta | 6   | 5 | 1 | 0 | 016:400 | +12   | 16     |
| 2.  | Ethnikos Achnas      | 6   | 4 | 1 | 1 | 014:400 | +10   | 13     |
| 3.  | Alki Larnaka         | 6   | 1 | 0 | 5 | 006:140 | −8    | 03     |
| 4.  | Ethnikos Assia       | 6   | 1 | 0 | 5 | 005:190 | −14   | 03     |

|                      | Anorthosis Famagusta | Ethnikos Achnas | Alki Larnaka | Ethnikos Assia |
| -------------------- | -------------------- | --------------- | ------------ | -------------- |
| Anorthosis Famagusta |                      | 2:2             | 4:0          | 4:1            |
| Ethnikos Achnas      | 1:2                  |                 | 1:0          | 1:0            |
| Alki Larnaka         | 0:1                  | 0:4             |              | 2:3            |
| Ethnikos Assia       | 0:3                  | 0:5             | 1:4          |                |

### Gruppe C
| Pl. | Verein                     | Sp. | S | U | N | Tore    | Diff. | Punkte |
| --- | -------------------------- | --- | - | - | - | ------- | ----- | ------ |
| 1.  | AEL Limassol               | 6   | 5 | 1 | 0 | 018:500 | +13   | 16     |
| 2.  | Enosis Neon Paralimni      | 6   | 4 | 1 | 1 | 016:800 | +8    | 13     |
| 3.  | PAEEK Kyrenia              | 6   | 1 | 0 | 5 | 011:230 | −12   | 03     |
| 4.  | Enosis Neon THOI Lakatamia | 6   | 1 | 0 | 5 | 008:170 | −9    | 03     |

|                            | AEL Limassol | Enosis Neon Paralimni | PAEEK Kyrenia | Enosis Neon THOI Lakatamia |
| -------------------------- | ------------ | --------------------- | ------------- | -------------------------- |
| AEL Limassol               |              | 1:0                   | 7:2           | 3:0                        |
| Enosis Neon Paralimni      | 2:2          |                       | 4:0           | 4:3                        |
| PAEEK Kyrenia              | 1:4          | 1:4                   |               | 6:1                        |
| Enosis Neon THOI Lakatamia | 0:1          | 1:2                   | 3:1           |                            |

### Gruppe D
| Pl. | Verein                  | Sp. | S | U | N | Tore    | Diff. | Punkte |
| --- | ----------------------- | --- | - | - | - | ------- | ----- | ------ |
| 1.  | Omonia Nikosia          | 6   | 4 | 1 | 1 | 012:600 | +6    | 13     |
| 2.  | Olympiakos Nikosia      | 6   | 4 | 0 | 2 | 017:300 | +14   | 12     |
| 3.  | Digenis Akritas Morphou | 6   | 3 | 1 | 2 | 007:800 | −1    | 10     |
| 4.  | Nea Salamis Famagusta   | 6   | 0 | 0 | 6 | 005:240 | −19   | 0      |

|                         | Omonia Nikosia | Olympiakos Nikosia | Digenis Akritas Morphou | Nea Salamis Famagusta |
| ----------------------- | -------------- | ------------------ | ----------------------- | --------------------- |
| Omonia Nikosia          |                | 1:0                | 1:1                     | 6:2                   |
| Olympiakos Nikosia      | 1:2            |                    | 2:0                     | 5:0                   |
| Digenis Akritas Morphou | 1:0            | 0:3                |                         | 3:1                   |
| Nea Salamis Famagusta   | 1:2            | 0:6                | 1:2                     |                       |

## Viertelfinale
Am Viertelfinale nahmen alle Mannschaften teil, die sich aus der Gruppenphase qualifiziert hatten. Die Gruppensieger wurden gegen die Zweitplatzierten gelost, wobei die Gruppensieger das Rückspiel ausrichteten. Teams aus der gleichen Gruppe wurden nicht gegeneinander gelost.
|                       | Gesamt |                      | Hinspiel | Rückspiel |
| --------------------- | ------ | -------------------- | -------- | --------- |
| Ethnikos Achnas       | 0:2    | APOEL Nikosia        | 0:2      | 0:0       |
| Olympiakos Nikosia    | 3:4    | AEL Limassol         | 2:1      | 1:3       |
| AEK Larnaka           | 2:6    | Anorthosis Famagusta | 0:4      | 2:2       |
| Enosis Neon Paralimni | 3:4    | Omonia Nikosia       | 2:1      | 1:3       |

## Halbfinale
|               | Gesamt |                      | Hinspiel | Rückspiel |
| ------------- | ------ | -------------------- | -------- | --------- |
| AEL Limassol  | 6:3    | Omonia Nikosia       | 2:1      | 4:2       |
| APOEL Nikosia | 1:2    | Anorthosis Famagusta | 0:2      | 1:0       |

## Finale
| Paarung              | Anorthosis Famagusta – AEL Limassol |
| Ergebnis             | 0:0 n. V., 5:3 i. E. |
| Datum                | 17. Mai 2003 |
| Stadion              | GSP-Stadion, Nikosia |
| Zuschauer            | 13.337 |
| Schiedsrichter       | Panikos Kailis |
| Tore                 | Elfmeterschießen: 1:0 Marios Neophytou Alexandros Garpozis (gehalten) 2:0 Radoslaw Michalski 2:1 Seyni N'Diaye 3:1 Nikos Nicolaou 3:2 Pambos Pittas 4:2 Vladan Tomić 4:3 Luciano de Souza 5:3 Temur Ketsbaia                                                                                              |
| Anorthosis Famagusta | Nicos Panayiotou – Nikos Nicolaou, Petros Konnafis, Stavros Foukaris – Marvin Brunswijk (102. Kyriakos Koursaros), Panikkos Pounas (64. Vladan Tomić), Radoslaw Michalski, Temur Kezbaia, Christos Velis (73. Stelios „Kittos“ Christou), Marios Neophytou, Vedran Pelić Cheftrainer: Andreas Michailidis |
| AEL Limassol         | Demetris Leoni – Antonis Konnaris, Pambos Pittas, Chrysis Michael (107. Chrysostomos Chrysostomou) – Lewan Maghradse (112. Marios Stylianou), Ermogenis Christofi, Simos Krassas, Alexandros Garpozis – Luciano de Souza, Marios Christodoulou, József Sebők (70. Seyni N'Diaye)                          |